# سامانه مدیریت بسته

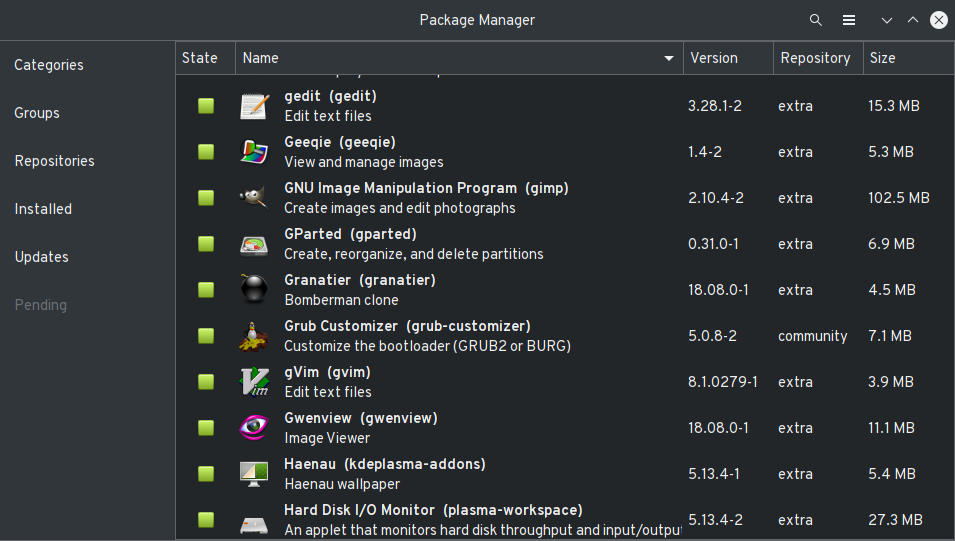
رابط کاربری گرافیکی Pamac

در علم نرم‌افزار، سامانه مدیریت بسته (به انگلیسی: package management system) یا به اختصار مدیر بسته، به مجموعه ابزارهایی گفته می‌شود که برای نصب، بروزرسانی، پیکربندی یا حذف یک بسته نرم‌افزاری در سیستم‌عامل استفاده می‌شود. مدیر بسته معمولاً شامل پایگاه داده‌ای حاوی نسخه بسته نرم‌افزاری و وابستگی‌های آن می‌باشد؛ این اطلاعات از تداخل بسته‌ها با یکدیگر جلوگیری بعمل آورده و همهٔ پیش نیازهای نصب یک بسته نرم‌افزاری را فراهم میاورد.
بسته‌ها شامل نرم‌افزارها، برنامه‌های کاربردی و داده‌ها می‌باشند. بسته‌ها همچنین حاوی فایل‌های فراداده می‌باشند که اطلاعاتی از قبیل نام نرم‌افزار، توضیحی درباب وظیفه نرم‌افزار، شماره نسخه، سازنده، چک سام و لیست وابستگی‌های نرم‌افزار را در خود جای می‌دهند. همزمان با نصب و راه‌اندازی، فایل‌های فراداده در پایگاه داده محلی سیستم ذخیره می‌شوند.
سامانه مدیریت بسته، وظیفه سامان‌دهی زمان و هزینه را بر عهده دارد به اینگونه که با مدیریت از راه دور و با استفاده از تکنولوژی توزیع بسته، نیاز به نصب و بروزرسانی دستی را از بین می‌برد. این روش اصولاً برای شرکت‌های بزرگ که از سیستم‌عامل‌هایی مانند لینوکس یا دیگر سیستم‌عامل‌های شبه یونیکس که شامل صدها یا هزارها بسته نرم‌افزاری هستند، مفید است. در سال‌های اخیر، سامانه مدیریت بسته به یکی از اجزای حیاتی هر سیستمی تبدیل شده‌است.

## برخوردها
یان مورداک (خالق دبیان) بیان داشته‌است که سامانه مدیریت بسته، یکی از بزرگترین پیشرفت‌های لینوکس بوده‌است به گونه‌ای که خلاء بین نرم‌افزارهای کاربردی و سیستم عامل را پر کرده‌است.